# Bart Becht
Lambertus Johannes Hermanus Becht (* 29. Juli 1956) ist ein niederländischer Manager, der von 1999 bis 2011 Vorstandsvorsitzender von Reckitt Benckiser (seit 2021 Reckitt) war. Von 2010 bis 2018 war Becht Partner bei der JAB Holding. 

## Leben
Nach Studium an der Universität Groningen und einem MBA an der Rotterdam School of Management und der Universität Chicago war er bei Procter & Gamble tätig. 1999 wurde er CEO bei Reckitt-Benckiser, welches in den nächsten 10 Jahren zum profitabelsten Konsumgüterhersteller der Welt wurde. Von 2010 bis 2018 war Becht Partner bei der JAB Holding, im Januar 2019 gab er bekannt, sich in den Ruhestand zurückzuziehen.